# Dorothea Barth Jörgensen
Dorothea Barth Jörgensen, född 6 november 1990 i Stockholm, är en svensk fotomodell. Hon var med vid Victoria's Secret Fashion Show åren 2009 och 2012.